# Lista över fornlämningar i Söderhamns kommun
Lista över fornlämningar i Söderhamns kommun är en förteckning av ett urval av de fornlämningar som finns i Söderhamns kommun.

## Mo
| Namn    | Lämningstyp                      | Tillkomsttid | Historisk indelning | Plats | Läge                 | ID-nr          | Bild                                 |
| ------- | -------------------------------- | ------------ | ------------------- | ----- | -------------------- | -------------- | ------------------------------------ |
| Mo 4:1  | Gravfält                         |              | Mo, Hälsingland     |       | 61.286812, 16.859320 | 10242400040001 | Ladda upp en bild av detta fornminne |
| Mo 6:1  | Stensättning                     |              | Mo, Hälsingland     |       | 61.286741, 16.850836 | 10242400060001 | Ladda upp en bild av detta fornminne |
| Mo 7:1  | Gravfält                         |              | Mo, Hälsingland     |       | 61.299901, 16.854005 | 10242400070001 | Ladda upp en bild av detta fornminne |
| Mo 12:1 | Hög                              |              | Mo, Hälsingland     |       | 61.309300, 16.846220 | 10242400120001 | Ladda upp en bild av detta fornminne |
| Mo 13:1 | Kyrka/kapell                     |              | Mo, Hälsingland     |       | 61.310235, 16.849695 | 10242400130001 | Ladda upp en bild av detta fornminne |
| Mo 13:2 | Begravningsplats                 |              | Mo, Hälsingland     |       | 61.310164, 16.849611 | 10242400130002 | Ladda upp en bild av detta fornminne |
| Mo 20:1 | Gravfält                         |              | Mo, Hälsingland     |       | 61.305622, 16.792229 | 10242400200001 | Ladda upp en bild av detta fornminne |
| Mo 40:1 | Röse                             |              | Mo, Hälsingland     |       | 61.265842, 16.730866 | 10242400400001 | Ladda upp en bild av detta fornminne |
| Mo 40:2 | Husgrund, förhistorisk/medeltida |              | Mo, Hälsingland     |       | 61.266237, 16.731703 | 10242400400002 | Ladda upp en bild av detta fornminne |
| Mo 57:1 | Stensättning                     |              | Mo, Hälsingland     |       | 61.306050, 16.851816 | 10242400570001 | Ladda upp en bild av detta fornminne |

## Norrala
| Namn                           | Lämningstyp                      | Tillkomsttid | Historisk indelning  | Plats | Läge                 | ID-nr          | Bild                                      |
| ------------------------------ | -------------------------------- | ------------ | -------------------- | ----- | -------------------- | -------------- | ----------------------------------------- |
| Norrala 2:1                    | Hög                              |              | Norrala, Hälsingland |       | 61.363081, 16.929120 | 10242700020001 | Ladda upp en bild av detta fornminne      |
| Norrala 4:1                    | Hög                              |              | Norrala, Hälsingland |       | 61.366644, 16.950769 | 10242700040001 | Ladda upp en bild av detta fornminne      |
| Norrala 4:2                    | Hög                              |              | Norrala, Hälsingland |       | 61.366240, 16.950802 | 10242700040002 | Ladda upp en bild av detta fornminne      |
| Norrala 4:3                    | Stensättning                     |              | Norrala, Hälsingland |       | 61.366387, 16.950856 | 10242700040003 | Ladda upp en bild av detta fornminne      |
| Norrala 5:1                    | Hög                              |              | Norrala, Hälsingland |       | 61.358127, 16.964944 | 10242700050001 | Ladda upp en bild av detta fornminne      |
| Norrala 6:1                    | Gravfält                         |              | Norrala, Hälsingland |       | 61.358670, 16.965860 | 10242700060001 | Ladda upp en bild av detta fornminne      |
| Norrala 8:1                    | Runristning                      |              | Norrala, Hälsingland |       | 61.360415, 16.986659 | 10242700080001 | Ladda upp en till bild av detta fornminne |
| Norrala 9:1                    | Hög                              |              | Norrala, Hälsingland |       | 61.358805, 16.978836 | 10242700090001 | Ladda upp en bild av detta fornminne      |
| Norrala 12:1                   | Stensättning                     |              | Norrala, Hälsingland |       | 61.334492, 17.069138 | 10242700120001 | Ladda upp en bild av detta fornminne      |
| Norrala 12:2                   | Stensättning                     |              | Norrala, Hälsingland |       | 61.334516, 17.068916 | 10242700120002 | Ladda upp en bild av detta fornminne      |
| Norrala 12:3                   | Stensättning                     |              | Norrala, Hälsingland |       | 61.334487, 17.069287 | 10242700120003 | Ladda upp en bild av detta fornminne      |
| Norrala 13:1                   | Hög                              |              | Norrala, Hälsingland |       | 61.334378, 17.068116 | 10242700130001 | Ladda upp en bild av detta fornminne      |
| Norrala 14:1                   | Gravfält                         |              | Norrala, Hälsingland |       | 61.335993, 17.067667 | 10242700140001 | Ladda upp en till bild av detta fornminne |
| Norrala 15:1                   | Stensättning                     |              | Norrala, Hälsingland |       | 61.357938, 17.017457 | 10242700150001 | Ladda upp en bild av detta fornminne      |
| Norrala 15:2                   | Stensättning                     |              | Norrala, Hälsingland |       | 61.358118, 17.017496 | 10242700150002 | Ladda upp en bild av detta fornminne      |
| Norrala 16:1                   | Hög                              |              | Norrala, Hälsingland |       | 61.356762, 17.019515 | 10242700160001 | Ladda upp en bild av detta fornminne      |
| Östens grav (Norrala 18:1)     | Röse                             |              | Norrala, Hälsingland |       | 61.359655, 17.046195 | 10242700180001 | Ladda upp en till bild av detta fornminne |
| Norrala 19:1                   | Röse                             |              | Norrala, Hälsingland |       | 61.362505, 17.061757 | 10242700190001 | Ladda upp en till bild av detta fornminne |
| Norrala 19:2                   | Röse                             |              | Norrala, Hälsingland |       | 61.362442, 17.062082 | 10242700190002 | Ladda upp en bild av detta fornminne      |
| Norrala 19:3                   | Röse                             |              | Norrala, Hälsingland |       | 61.362736, 17.061296 | 10242700190003 | Ladda upp en bild av detta fornminne      |
| Norrala 20:1                   | Gravfält                         |              | Norrala, Hälsingland |       | 61.368394, 17.047554 | 10242700200001 | Ladda upp en bild av detta fornminne      |
| Norrala 21:1                   | Stensättning                     |              | Norrala, Hälsingland |       | 61.384323, 17.093312 | 10242700210001 | Ladda upp en bild av detta fornminne      |
| Norrala 21:2                   | Stensättning                     |              | Norrala, Hälsingland |       | 61.384331, 17.093566 | 10242700210002 | Ladda upp en bild av detta fornminne      |
| Norrala 22:1                   | Röse                             |              | Norrala, Hälsingland |       | 61.384822, 17.092930 | 10242700220001 | Ladda upp en bild av detta fornminne      |
| Norrala 22:2                   | Röse                             |              | Norrala, Hälsingland |       | 61.384824, 17.092713 | 10242700220002 | Ladda upp en bild av detta fornminne      |
| Norrala 22:3                   | Röse                             |              | Norrala, Hälsingland |       | 61.384942, 17.092846 | 10242700220003 | Ladda upp en bild av detta fornminne      |
| Norrala 23:1                   | Röse                             |              | Norrala, Hälsingland |       | 61.386445, 17.076966 | 10242700230001 | Ladda upp en bild av detta fornminne      |
| Norrala 23:2                   | Röse                             |              | Norrala, Hälsingland |       | 61.386382, 17.077191 | 10242700230002 | Ladda upp en bild av detta fornminne      |
| Norrala 24:1                   | Fiskeläge                        |              | Norrala, Hälsingland |       | 61.378511, 17.101671 | 10242700240001 | Ladda upp en bild av detta fornminne      |
| Norrala 25:1                   | Röse                             |              | Norrala, Hälsingland |       | 61.361378, 17.117796 | 10242700250001 | Ladda upp en bild av detta fornminne      |
| Kumlet (Norrala 26:1)          | Röse                             |              | Norrala, Hälsingland |       | 61.360860, 17.118210 | 10242700260001 | Ladda upp en bild av detta fornminne      |
| Norrala 27:1                   | Röse                             |              | Norrala, Hälsingland |       | 61.360759, 17.127226 | 10242700270001 | Ladda upp en bild av detta fornminne      |
| Norrala 27:2                   | Stensättning                     |              | Norrala, Hälsingland |       | 61.360723, 17.127066 | 10242700270002 | Ladda upp en bild av detta fornminne      |
| Norrala 28:1                   | Röse                             |              | Norrala, Hälsingland |       | 61.363258, 17.112776 | 10242700280001 | Ladda upp en bild av detta fornminne      |
| Norrala 29:1                   | Röse                             |              | Norrala, Hälsingland |       | 61.363063, 17.111524 | 10242700290001 | Ladda upp en bild av detta fornminne      |
| Norrala 31:1                   | Hög                              |              | Norrala, Hälsingland |       | 61.370779, 16.952766 | 10242700310001 | Ladda upp en bild av detta fornminne      |
| Norrala 32:1                   | Stensättning                     |              | Norrala, Hälsingland |       | 61.303248, 17.164698 | 10242700320001 | Ladda upp en bild av detta fornminne      |
| Norrala 32:2                   | Stensättning                     |              | Norrala, Hälsingland |       | 61.303202, 17.164849 | 10242700320002 | Ladda upp en bild av detta fornminne      |
| Norrala 33:1                   | Stensättning                     |              | Norrala, Hälsingland |       | 61.366056, 16.922843 | 10242700330001 | Ladda upp en bild av detta fornminne      |
| Norrala 33:2                   | Stensättning                     |              | Norrala, Hälsingland |       | 61.366253, 16.922881 | 10242700330002 | Ladda upp en bild av detta fornminne      |
| Norrala 35:1                   | Gravfält                         |              | Norrala, Hälsingland |       | 61.363347, 16.912364 | 10242700350001 | Ladda upp en bild av detta fornminne      |
| Norrala 36:1                   | Hög                              |              | Norrala, Hälsingland |       | 61.358482, 16.966732 | 10242700360001 | Ladda upp en bild av detta fornminne      |
| Norrala 37:1                   | Gravfält                         |              | Norrala, Hälsingland |       | 61.280211, 17.198491 | 10242700370001 | Ladda upp en bild av detta fornminne      |
| Norrala 38:1                   | Stensättning                     |              | Norrala, Hälsingland |       | 61.317415, 17.052200 | 10242700380001 | Ladda upp en till bild av detta fornminne |
| Norrala 39:1                   | Röse                             |              | Norrala, Hälsingland |       | 61.331432, 17.051760 | 10242700390001 | Ladda upp en bild av detta fornminne      |
| Norrala 40:1                   | Röse                             |              | Norrala, Hälsingland |       | 61.335892, 17.064858 | 10242700400001 | Ladda upp en till bild av detta fornminne |
| Norrala 40:2                   | Stensättning                     |              | Norrala, Hälsingland |       | 61.336192, 17.065194 | 10242700400002 | Ladda upp en till bild av detta fornminne |
| Norrala 41:1                   | Stensättning                     |              | Norrala, Hälsingland |       | 61.332263, 17.053844 | 10242700410001 | Ladda upp en bild av detta fornminne      |
| Norrala 42:1                   | Stensättning                     |              | Norrala, Hälsingland |       | 61.331307, 17.054242 | 10242700420001 | Ladda upp en bild av detta fornminne      |
| Norrala 45:1                   | Hög                              |              | Norrala, Hälsingland |       | 61.336435, 17.040268 | 10242700450001 | Ladda upp en bild av detta fornminne      |
| Norrala 45:2                   | Hög                              |              | Norrala, Hälsingland |       | 61.336343, 17.040518 | 10242700450002 | Ladda upp en bild av detta fornminne      |
| Norrala 45:3                   | Hög                              |              | Norrala, Hälsingland |       | 61.336242, 17.040752 | 10242700450003 | Ladda upp en bild av detta fornminne      |
| Norrala 49:1                   | Stensättning                     |              | Norrala, Hälsingland |       | 61.349162, 17.025476 | 10242700490001 | Ladda upp en bild av detta fornminne      |
| Norrala 49:2                   | Stensättning                     |              | Norrala, Hälsingland |       | 61.349277, 17.025473 | 10242700490002 | Ladda upp en bild av detta fornminne      |
| Norrala 50:1                   | Röse                             |              | Norrala, Hälsingland |       | 61.349179, 17.023596 | 10242700500001 | Ladda upp en bild av detta fornminne      |
| Norrala 50:2                   | Stensättning                     |              | Norrala, Hälsingland |       | 61.349168, 17.023853 | 10242700500002 | Ladda upp en bild av detta fornminne      |
| Norrala 51:1                   | Gravfält                         |              | Norrala, Hälsingland |       | 61.345249, 17.024722 | 10242700510001 | Ladda upp en till bild av detta fornminne |
| Norrala 52:1                   | Röse                             |              | Norrala, Hälsingland |       | 61.344775, 17.022381 | 10242700520001 | Ladda upp en till bild av detta fornminne |
| Vågbro fornborg (Norrala 54:1) | Fornborg                         |              | Norrala, Hälsingland |       | 61.329788, 17.064222 | 10242700540001 | Ladda upp en till bild av detta fornminne |
| Norrala 54:2                   | Husgrund, förhistorisk/medeltida |              | Norrala, Hälsingland |       | 61.329504, 17.063936 | 10242700540002 | Ladda upp en till bild av detta fornminne |
| Norrala 55:1                   | Stensättning                     |              | Norrala, Hälsingland |       | 61.277783, 17.182129 | 10242700550001 | Ladda upp en bild av detta fornminne      |
| Norrala 58:1                   | Hög                              |              | Norrala, Hälsingland |       | 61.353645, 17.001792 | 10242700580001 | Ladda upp en bild av detta fornminne      |
| Norrala 58:2                   | Stensättning                     |              | Norrala, Hälsingland |       | 61.353658, 17.001588 | 10242700580002 | Ladda upp en bild av detta fornminne      |
| Norrala 58:3                   | Stensättning                     |              | Norrala, Hälsingland |       | 61.353559, 17.001670 | 10242700580003 | Ladda upp en bild av detta fornminne      |
| Norrala 59:1                   | Röse                             |              | Norrala, Hälsingland |       | 61.342172, 17.192737 | 10242700590001 | Ladda upp en bild av detta fornminne      |
| Norrala 64:1                   | Stensättning                     |              | Norrala, Hälsingland |       | 61.363023, 17.109020 | 10242700640001 | Ladda upp en bild av detta fornminne      |
| Norrala 66:1                   | Stensättning                     |              | Norrala, Hälsingland |       | 61.391681, 17.083236 | 10242700660001 | Ladda upp en bild av detta fornminne      |
| Norrala 67:1                   | Röse                             |              | Norrala, Hälsingland |       | 61.384898, 17.067365 | 10242700670001 | Ladda upp en bild av detta fornminne      |
| Norrala 67:2                   | Röse                             |              | Norrala, Hälsingland |       | 61.385102, 17.067205 | 10242700670002 | Ladda upp en bild av detta fornminne      |
| Norrala 67:3                   | Röse                             |              | Norrala, Hälsingland |       | 61.385450, 17.067142 | 10242700670003 | Ladda upp en bild av detta fornminne      |
| Norrala 67:4                   | Röse                             |              | Norrala, Hälsingland |       | 61.384905, 17.066707 | 10242700670004 | Ladda upp en bild av detta fornminne      |
| Norrala 68:1                   | Stensättning                     |              | Norrala, Hälsingland |       | 61.370290, 17.080998 | 10242700680001 | Ladda upp en bild av detta fornminne      |
| Kårehamn (Norrala 70:1)        | Fiskeläge                        |              | Norrala, Hälsingland |       | 61.300043, 17.240160 | 10242700700001 | Ladda upp en bild av detta fornminne      |
| Norrala 72:1                   | Röse                             |              | Norrala, Hälsingland |       | 61.354268, 17.025350 | 10242700720001 | Ladda upp en bild av detta fornminne      |
| Norrala 73:1                   | Stensättning                     |              | Norrala, Hälsingland |       | 61.339674, 17.028647 | 10242700730001 | Ladda upp en bild av detta fornminne      |
| Norrala 74:1                   | Röse                             |              | Norrala, Hälsingland |       | 61.334173, 17.024470 | 10242700740001 | Ladda upp en bild av detta fornminne      |
| Norrala 75:1                   | Röse                             |              | Norrala, Hälsingland |       | 61.334508, 17.027510 | 10242700750001 | Ladda upp en bild av detta fornminne      |
| Norrala 77:1                   | Stensättning                     |              | Norrala, Hälsingland |       | 61.341272, 17.065476 | 10242700770001 | Ladda upp en bild av detta fornminne      |
| Norrala 83:1                   | Stensättning                     |              | Norrala, Hälsingland |       | 61.318237, 17.086871 | 10242700830001 | Ladda upp en till bild av detta fornminne |
| Norrala 86:1                   | Stensättning                     |              | Norrala, Hälsingland |       | 61.335308, 17.068657 | 10242700860001 | Ladda upp en bild av detta fornminne      |
| Norrala 87:1                   | Stensättning                     |              | Norrala, Hälsingland |       | 61.332463, 17.063427 | 10242700870001 | Ladda upp en bild av detta fornminne      |
| Gammelhamnen (Norrala 93:1)    | Fiskeläge                        |              | Norrala, Hälsingland |       | 61.367709, 17.223387 | 10242700930001 | Ladda upp en bild av detta fornminne      |
| Norrala 123:1                  | Stensättning                     |              | Norrala, Hälsingland |       | 61.408720, 17.079811 | 10242701230001 | Ladda upp en bild av detta fornminne      |
| Norrala 124:1                  | Röse                             |              | Norrala, Hälsingland |       | 61.422479, 17.076496 | 10242701240001 | Ladda upp en bild av detta fornminne      |
| Norrala 124:2                  | Stensättning                     |              | Norrala, Hälsingland |       | 61.422593, 17.076332 | 10242701240002 | Ladda upp en bild av detta fornminne      |
| Norrala 140:1                  | Stensättning                     |              | Norrala, Hälsingland |       | 61.366850, 16.914652 | 10242701400001 | Ladda upp en bild av detta fornminne      |
| Norrala 141:1                  | Stensättning                     |              | Norrala, Hälsingland |       | 61.364785, 16.925992 | 10242701410001 | Ladda upp en bild av detta fornminne      |
| Norrala 174:1                  | Gravfält                         |              | Norrala, Hälsingland |       | 61.360781, 17.000667 | 10242701740001 | Ladda upp en bild av detta fornminne      |

## Skog
| Namn       | Lämningstyp      | Tillkomsttid | Historisk indelning | Plats | Läge                 | ID-nr          | Bild                                      |
| ---------- | ---------------- | ------------ | ------------------- | ----- | -------------------- | -------------- | ----------------------------------------- |
| Skog 39:1  | Stensättning     |              | Skog, Hälsingland   |       | 61.107637, 16.797903 | 10243700390001 | Ladda upp en bild av detta fornminne      |
| Skog 41:1  | Hög              |              | Skog, Hälsingland   |       | 61.118878, 16.800330 | 10243700410001 | Ladda upp en bild av detta fornminne      |
| Skog 41:2  | Stensättning     |              | Skog, Hälsingland   |       | 61.118881, 16.800324 | 10243700410002 | Ladda upp en bild av detta fornminne      |
| Skog 66:1  | Hög              |              | Skog, Hälsingland   |       | 61.190183, 16.817300 | 10243700660001 | Ladda upp en bild av detta fornminne      |
| Skog 84:1  | Kyrka/kapell     |              | Skog, Hälsingland   |       | 61.171540, 16.816315 | 10243700840001 | Ladda upp en till bild av detta fornminne |
| Skog 84:2  | Begravningsplats |              | Skog, Hälsingland   |       | 61.171438, 16.816370 | 10243700840002 | Ladda upp en bild av detta fornminne      |
| Skog 101:1 | Röse             |              | Skog, Hälsingland   |       | 61.073192, 17.163977 | 10243701010001 | Ladda upp en bild av detta fornminne      |
| Skog 102:1 | Röse             |              | Skog, Hälsingland   |       | 61.095830, 17.171009 | 10243701020001 | Ladda upp en bild av detta fornminne      |
| Skog 102:2 | Röse             |              | Skog, Hälsingland   |       | 61.095842, 17.171387 | 10243701020002 | Ladda upp en bild av detta fornminne      |
| Skog 103:1 | Röse             |              | Skog, Hälsingland   |       | 61.123059, 17.092775 | 10243701030001 | Ladda upp en bild av detta fornminne      |
| Skog 104:1 | Röse             |              | Skog, Hälsingland   |       | 61.123006, 17.095144 | 10243701040001 | Ladda upp en bild av detta fornminne      |
| Skog 107:1 | Röse             |              | Skog, Hälsingland   |       | 61.108889, 17.116136 | 10243701070001 | Ladda upp en bild av detta fornminne      |
| Skog 108:1 | Röse             |              | Skog, Hälsingland   |       | 61.100907, 17.157313 | 10243701080001 | Ladda upp en bild av detta fornminne      |

## Söderala
| Namn                   | Lämningstyp  | Tillkomsttid | Historisk indelning   | Plats | Läge                 | ID-nr          | Bild                                      |
| ---------------------- | ------------ | ------------ | --------------------- | ----- | -------------------- | -------------- | ----------------------------------------- |
| Söderala 2:1           | Gravfält     |              | Söderala, Hälsingland |       | 61.292060, 16.937403 | 10243900020001 | Ladda upp en bild av detta fornminne      |
| Söderala 4:1           | Stensättning |              | Söderala, Hälsingland |       | 61.288961, 16.928081 | 10243900040001 | Ladda upp en bild av detta fornminne      |
| Söderala 4:2           | Stensättning |              | Söderala, Hälsingland |       | 61.288901, 16.928168 | 10243900040002 | Ladda upp en bild av detta fornminne      |
| Söderala 4:3           | Stensättning |              | Söderala, Hälsingland |       | 61.289039, 16.928065 | 10243900040003 | Ladda upp en bild av detta fornminne      |
| Söderala 5:1           | Hög          |              | Söderala, Hälsingland |       | 61.284692, 16.964853 | 10243900050001 | Ladda upp en bild av detta fornminne      |
| Söderala 6:1           | Stensättning |              | Söderala, Hälsingland |       | 61.284084, 16.962738 | 10243900060001 | Ladda upp en bild av detta fornminne      |
| Söderala 6:2           | Stensättning |              | Söderala, Hälsingland |       | 61.284169, 16.963036 | 10243900060002 | Ladda upp en bild av detta fornminne      |
| Söderala 7:1           | Stensättning |              | Söderala, Hälsingland |       | 61.284483, 16.966192 | 10243900070001 | Ladda upp en bild av detta fornminne      |
| Söderala 7:2           | Stensättning |              | Söderala, Hälsingland |       | 61.284398, 16.966292 | 10243900070002 | Ladda upp en bild av detta fornminne      |
| Söderala 7:3           | Stensättning |              | Söderala, Hälsingland |       | 61.284455, 16.966473 | 10243900070003 | Ladda upp en bild av detta fornminne      |
| Söderala 8:1           | Hög          |              | Söderala, Hälsingland |       | 61.277858, 16.966143 | 10243900080001 | Ladda upp en bild av detta fornminne      |
| Söderala 8:2           | Stensättning |              | Söderala, Hälsingland |       | 61.277955, 16.965983 | 10243900080002 | Ladda upp en bild av detta fornminne      |
| Söderala 8:3           | Stensättning |              | Söderala, Hälsingland |       | 61.278029, 16.966079 | 10243900080003 | Ladda upp en bild av detta fornminne      |
| Söderala 8:4           | Stensättning |              | Söderala, Hälsingland |       | 61.278029, 16.966079 | 10243900080004 | Ladda upp en bild av detta fornminne      |
| Söderala 14:1          | Hög          |              | Söderala, Hälsingland |       | 61.279130, 16.962629 | 10243900140001 | Ladda upp en bild av detta fornminne      |
| Söderala 16:1          | Hög          |              | Söderala, Hälsingland |       | 61.281216, 16.936559 | 10243900160001 | Ladda upp en bild av detta fornminne      |
| Söderala 16:2          | Hög          |              | Söderala, Hälsingland |       | 61.281038, 16.936578 | 10243900160002 | Ladda upp en bild av detta fornminne      |
| Söderala 16:3          | Hög          |              | Söderala, Hälsingland |       | 61.281093, 16.936859 | 10243900160003 | Ladda upp en bild av detta fornminne      |
| Söderala 22:1          | Hög          |              | Söderala, Hälsingland |       | 61.291937, 17.004325 | 10243900220001 | Ladda upp en bild av detta fornminne      |
| Söderala 23:1          | Stensättning |              | Söderala, Hälsingland |       | 61.291851, 17.001871 | 10243900230001 | Ladda upp en bild av detta fornminne      |
| Söderala 24:1          | Stensättning |              | Söderala, Hälsingland |       | 61.291430, 17.000706 | 10243900240001 | Ladda upp en bild av detta fornminne      |
| Söderala 25:1          | Stensättning |              | Söderala, Hälsingland |       | 61.292632, 17.000770 | 10243900250001 | Ladda upp en bild av detta fornminne      |
| Söderala 25:2          | Stensättning |              | Söderala, Hälsingland |       | 61.292618, 17.000944 | 10243900250002 | Ladda upp en bild av detta fornminne      |
| Söderala 25:3          | Röse         |              | Söderala, Hälsingland |       | 61.292421, 17.000895 | 10243900250003 | Ladda upp en bild av detta fornminne      |
| Söderala 27:1          | Hög          |              | Söderala, Hälsingland |       | 61.288300, 17.000575 | 10243900270001 | Ladda upp en bild av detta fornminne      |
| Söderala 27:2          | Stensättning |              | Söderala, Hälsingland |       | 61.288250, 17.000379 | 10243900270002 | Ladda upp en bild av detta fornminne      |
| Söderala 27:3          | Stensättning |              | Söderala, Hälsingland |       | 61.288246, 17.000211 | 10243900270003 | Ladda upp en bild av detta fornminne      |
| Söderala 33:1          | Hög          |              | Söderala, Hälsingland |       | 61.285466, 16.981443 | 10243900330001 | Ladda upp en till bild av detta fornminne |
| Söderala 34:1          | Gravfält     |              | Söderala, Hälsingland |       | 61.284212, 16.979191 | 10243900340001 | Ladda upp en bild av detta fornminne      |
| Söderala 35:1          | Stensättning |              | Söderala, Hälsingland |       | 61.283659, 16.977589 | 10243900350001 | Ladda upp en bild av detta fornminne      |
| Söderala 38:1          | Stensättning |              | Söderala, Hälsingland |       | 61.278168, 16.971375 | 10243900380001 | Ladda upp en bild av detta fornminne      |
| Söderala 40:1          | Stensättning |              | Söderala, Hälsingland |       | 61.283413, 16.973404 | 10243900400001 | Ladda upp en bild av detta fornminne      |
| Söderala 46:1          | Stensättning |              | Söderala, Hälsingland |       | 61.275006, 16.989510 | 10243900460001 | Ladda upp en bild av detta fornminne      |
| Söderala 46:2          | Stensättning |              | Söderala, Hälsingland |       | 61.274915, 16.989656 | 10243900460002 | Ladda upp en bild av detta fornminne      |
| Söderala 47:1          | Hög          |              | Söderala, Hälsingland |       | 61.273367, 16.994197 | 10243900470001 | Ladda upp en bild av detta fornminne      |
| Söderala 52:1          | Stensättning |              | Söderala, Hälsingland |       | 61.288881, 16.921000 | 10243900520001 | Ladda upp en bild av detta fornminne      |
| Söderala 52:2          | Stensättning |              | Söderala, Hälsingland |       | 61.288984, 16.921255 | 10243900520002 | Ladda upp en bild av detta fornminne      |
| Söderala 52:3          | Stensättning |              | Söderala, Hälsingland |       | 61.288699, 16.921095 | 10243900520003 | Ladda upp en bild av detta fornminne      |
| Söderala 55:1          | Stensättning |              | Söderala, Hälsingland |       | 61.301358, 16.898194 | 10243900550001 | Ladda upp en bild av detta fornminne      |
| Söderala 55:2          | Stensättning |              | Söderala, Hälsingland |       | 61.301423, 16.898408 | 10243900550002 | Ladda upp en bild av detta fornminne      |
| Söderala 60:1          | Stensättning |              | Söderala, Hälsingland |       | 61.262959, 16.887937 | 10243900600001 | Ladda upp en bild av detta fornminne      |
| Söderala 62:1          | Hög          |              | Söderala, Hälsingland |       | 61.282578, 17.024198 | 10243900620001 | Ladda upp en bild av detta fornminne      |
| Söderala 65:1          | Hög          |              | Söderala, Hälsingland |       | 61.280036, 17.046493 | 10243900650001 | Ladda upp en bild av detta fornminne      |
| Söderala 65:2          | Hög          |              | Söderala, Hälsingland |       | 61.279955, 17.046595 | 10243900650002 | Ladda upp en bild av detta fornminne      |
| Söderala 67:1          | Stensättning |              | Söderala, Hälsingland |       | 61.316470, 16.923879 | 10243900670001 | Ladda upp en bild av detta fornminne      |
| Söderala 67:2          | Stensättning |              | Söderala, Hälsingland |       | 61.316376, 16.924017 | 10243900670002 | Ladda upp en bild av detta fornminne      |
| Söderala 69:1          | Gravfält     |              | Söderala, Hälsingland |       | 61.276804, 16.855276 | 10243900690001 | Ladda upp en bild av detta fornminne      |
| Söderala 73:1          | Gravfält     |              | Söderala, Hälsingland |       | 61.273341, 16.864166 | 10243900730001 | Ladda upp en bild av detta fornminne      |
| Söderala 81:1          | Hög          |              | Söderala, Hälsingland |       | 61.234381, 16.803688 | 10243900810001 | Ladda upp en bild av detta fornminne      |
| Söderala 83:1          | Gravfält     |              | Söderala, Hälsingland |       | 61.234341, 16.785678 | 10243900830001 | Ladda upp en bild av detta fornminne      |
| Oxögat (Söderala 84:1) | Stensättning |              | Söderala, Hälsingland |       | 61.235053, 16.781817 | 10243900840001 | Ladda upp en bild av detta fornminne      |
| Söderala 87:1          | Stensättning |              | Söderala, Hälsingland |       | 61.256793, 16.847550 | 10243900870001 | Ladda upp en bild av detta fornminne      |
| Söderala 88:1          | Hög          |              | Söderala, Hälsingland |       | 61.259226, 16.862756 | 10243900880001 | Ladda upp en bild av detta fornminne      |
| Söderala 89:1          | Gravfält     |              | Söderala, Hälsingland |       | 61.258494, 16.862478 | 10243900890001 | Ladda upp en bild av detta fornminne      |
| Söderala 90:1          | Hög          |              | Söderala, Hälsingland |       | 61.257722, 16.863405 | 10243900900001 | Ladda upp en bild av detta fornminne      |
| Söderala 91:1          | Stensättning |              | Söderala, Hälsingland |       | 61.247319, 16.882123 | 10243900910001 | Ladda upp en bild av detta fornminne      |
| Söderala 97:1          | Hög          |              | Söderala, Hälsingland |       | 61.289314, 16.930177 | 10243900970001 | Ladda upp en bild av detta fornminne      |
| Söderala 101:1         | Röse         |              | Söderala, Hälsingland |       | 61.184800, 17.126608 | 10243901010001 | Ladda upp en bild av detta fornminne      |
| Söderala 103:1         | Röse         |              | Söderala, Hälsingland |       | 61.180642, 17.136299 | 10243901030001 | Ladda upp en bild av detta fornminne      |
| Söderala 104:1         | Röse         |              | Söderala, Hälsingland |       | 61.179990, 17.136732 | 10243901040001 | Ladda upp en bild av detta fornminne      |
| Söderala 105:1         | Röse         |              | Söderala, Hälsingland |       | 61.179656, 17.137705 | 10243901050001 | Ladda upp en bild av detta fornminne      |
| Söderala 106:1         | Röse         |              | Söderala, Hälsingland |       | 61.170432, 17.161892 | 10243901060001 | Ladda upp en bild av detta fornminne      |
| Söderala 107:1         | Röse         |              | Söderala, Hälsingland |       | 61.145178, 17.156840 | 10243901070001 | Ladda upp en bild av detta fornminne      |
| Söderala 107:2         | Röse         |              | Söderala, Hälsingland |       | 61.145390, 17.156889 | 10243901070002 | Ladda upp en bild av detta fornminne      |
| Söderala 108:1         | Röse         |              | Söderala, Hälsingland |       | 61.137595, 17.118996 | 10243901080001 | Ladda upp en bild av detta fornminne      |
| Söderala 111:1         | Röse         |              | Söderala, Hälsingland |       | 61.133080, 17.163440 | 10243901110001 | Ladda upp en bild av detta fornminne      |
| Söderala 111:2         | Röse         |              | Söderala, Hälsingland |       | 61.133066, 17.162758 | 10243901110002 | Ladda upp en bild av detta fornminne      |
| Söderala 113:1         | Röse         |              | Söderala, Hälsingland |       | 61.177928, 17.158931 | 10243901130001 | Ladda upp en bild av detta fornminne      |
| Söderala 113:2         | Stensättning |              | Söderala, Hälsingland |       | 61.177990, 17.158763 | 10243901130002 | Ladda upp en bild av detta fornminne      |
| Söderala 139:1         | Röse         |              | Söderala, Hälsingland |       | 61.236157, 17.159111 | 10243901390001 | Ladda upp en bild av detta fornminne      |
| Söderala 139:2         | Röse         |              | Söderala, Hälsingland |       | 61.235896, 17.159090 | 10243901390002 | Ladda upp en bild av detta fornminne      |
| Söderala 139:3         | Röse         |              | Söderala, Hälsingland |       | 61.236321, 17.158183 | 10243901390003 | Ladda upp en bild av detta fornminne      |
| Söderala 139:4         | Röse         |              | Söderala, Hälsingland |       | 61.236254, 17.158398 | 10243901390004 | Ladda upp en bild av detta fornminne      |
| Söderala 140:1         | Röse         |              | Söderala, Hälsingland |       | 61.230921, 17.163437 | 10243901400001 | Ladda upp en bild av detta fornminne      |
| Söderala 141:1         | Röse         |              | Söderala, Hälsingland |       | 61.218823, 17.142936 | 10243901410001 | Ladda upp en bild av detta fornminne      |
| Söderala 141:2         | Röse         |              | Söderala, Hälsingland |       | 61.219059, 17.142782 | 10243901410002 | Ladda upp en bild av detta fornminne      |
| Söderala 141:3         | Stensättning |              | Söderala, Hälsingland |       | 61.219188, 17.142450 | 10243901410003 | Ladda upp en bild av detta fornminne      |
| Söderala 145:1         | Stensättning |              | Söderala, Hälsingland |       | 61.284884, 16.977660 | 10243901450001 | Ladda upp en bild av detta fornminne      |
| Söderala 146:1         | Stensättning |              | Söderala, Hälsingland |       | 61.257811, 16.993194 | 10243901460001 | Ladda upp en bild av detta fornminne      |
| Söderala 147:1         | Röse         |              | Söderala, Hälsingland |       | 61.174907, 17.161983 | 10243901470001 | Ladda upp en bild av detta fornminne      |
| Söderala 148:1         | Hög          |              | Söderala, Hälsingland |       | 61.247600, 16.797516 | 10243901480001 | Ladda upp en bild av detta fornminne      |
| Söderala 155:1         | Stensättning |              | Söderala, Hälsingland |       | 61.255843, 16.991912 | 10243901550001 | Ladda upp en bild av detta fornminne      |
| Söderala 212:1         | Stensättning |              | Söderala, Hälsingland |       | 61.279178, 16.942561 | 10243902120001 | Ladda upp en bild av detta fornminne      |
| Söderala 216:1         | Stensättning |              | Söderala, Hälsingland |       | 61.178285, 17.162081 | 10243902160001 | Ladda upp en bild av detta fornminne      |
| Söderala 224:1         | Hög          |              | Söderala, Hälsingland |       | 61.233683, 17.039526 | 10243902240001 | Ladda upp en bild av detta fornminne      |
| Söderala 230:1         | Röse         |              | Söderala, Hälsingland |       | 61.262633, 17.081516 | 10243902300001 | Ladda upp en bild av detta fornminne      |
| Söderala 232:1         | Stensättning |              | Söderala, Hälsingland |       | 61.189841, 17.155975 | 10243902320001 | Ladda upp en bild av detta fornminne      |
| Söderala 322:1         | Stensättning |              | Söderala, Hälsingland |       | 61.280975, 17.033753 | 10243903220001 | Ladda upp en bild av detta fornminne      |
| Söderala 353:1         | Hög          |              | Söderala, Hälsingland |       | 61.298616, 17.014281 | 10243903530001 | Ladda upp en bild av detta fornminne      |
| Söderala 368:1         | Hög          |              | Söderala, Hälsingland |       | 61.249772, 16.987840 | 10243903680001 | Ladda upp en bild av detta fornminne      |
| Söderala 368:2         | Stensättning |              | Söderala, Hälsingland |       | 61.249854, 16.987865 | 10243903680002 | Ladda upp en bild av detta fornminne      |
| Söderala 368:3         | Hög          |              | Söderala, Hälsingland |       | 61.249758, 16.987639 | 10243903680003 | Ladda upp en bild av detta fornminne      |
| Söderala 368:4         | Hög          |              | Söderala, Hälsingland |       | 61.249669, 16.987740 | 10243903680004 | Ladda upp en bild av detta fornminne      |
| Söderala 381:1         | Gravfält     |              | Söderala, Hälsingland |       | 61.285369, 16.862637 | 10243903810001 | Ladda upp en bild av detta fornminne      |
| Söderala 866           | Fäbod        |              | Söderala, Hälsingland |       | 61.140848, 17.102101 | 12000000106069 | Ladda upp en bild av detta fornminne      |

## Söderhamn
| Namn                        | Lämningstyp    | Tillkomsttid | Historisk indelning    | Plats | Läge                 | ID-nr          | Bild                                      |
| --------------------------- | -------------- | ------------ | ---------------------- | ----- | -------------------- | -------------- | ----------------------------------------- |
| Söderhamn 1:1               | Hög            |              | Söderhamn, Hälsingland |       | 61.298017, 17.045497 | 10244000010001 | Ladda upp en till bild av detta fornminne |
| Söderhamn 1:2               | Hög            |              | Söderhamn, Hälsingland |       | 61.297937, 17.045310 | 10244000010002 | Ladda upp en till bild av detta fornminne |
| Söderhamn 1:3               | Stensättning   |              | Söderhamn, Hälsingland |       | 61.297777, 17.045552 | 10244000010003 | Ladda upp en till bild av detta fornminne |
| Söderhamn 1:4               | Stensättning   |              | Söderhamn, Hälsingland |       | 61.297873, 17.045747 | 10244000010004 | Ladda upp en bild av detta fornminne      |
| Faxehus (Söderhamn 4:1)     | Borg           |              | Söderhamn, Hälsingland |       | 61.306726, 17.072807 | 10244000040001 | Ladda upp en till bild av detta fornminne |
| Söderhamn 7:1               | Röse           |              | Söderhamn, Hälsingland |       | 61.344928, 17.332244 | 10244000070001 | Ladda upp en bild av detta fornminne      |
| Söderhamn 7:2               | Röse           |              | Söderhamn, Hälsingland |       | 61.344992, 17.331988 | 10244000070002 | Ladda upp en bild av detta fornminne      |
| Söderhamn 7:3               | Röse           |              | Söderhamn, Hälsingland |       | 61.344769, 17.332720 | 10244000070003 | Ladda upp en bild av detta fornminne      |
| Söderhamn 7:4               | Röse           |              | Söderhamn, Hälsingland |       | 61.344902, 17.332436 | 10244000070004 | Ladda upp en bild av detta fornminne      |
| Ullbacka (Söderhamn 10:1)   | Stensättning   |              | Söderhamn, Hälsingland |       | 61.296375, 17.128507 | 10244000100001 | Ladda upp en bild av detta fornminne      |
| Bussholmen (Söderhamn 11:1) | Röse           |              | Söderhamn, Hälsingland |       | 61.283057, 17.147402 | 10244000110001 | Ladda upp en bild av detta fornminne      |
| Söderhamn 16:1              | Röse           |              | Söderhamn, Hälsingland |       | 61.346654, 17.332364 | 10244000160001 | Ladda upp en bild av detta fornminne      |
| Söderhamn 16:2              | Röse           |              | Söderhamn, Hälsingland |       | 61.346683, 17.332655 | 10244000160002 | Ladda upp en bild av detta fornminne      |
| Söderhamn 16:3              | Röse           |              | Söderhamn, Hälsingland |       | 61.346645, 17.332935 | 10244000160003 | Ladda upp en bild av detta fornminne      |
| Söderhamn 18:1              | Röse           |              | Söderhamn, Hälsingland |       | 61.349828, 17.326354 | 10244000180001 | Ladda upp en bild av detta fornminne      |
| Söderhamn 18:2              | Röse           |              | Söderhamn, Hälsingland |       | 61.349702, 17.326348 | 10244000180002 | Ladda upp en bild av detta fornminne      |
| Söderhamn 21:1              | Röse           |              | Söderhamn, Hälsingland |       | 61.234211, 17.184308 | 10244000210001 | Ladda upp en bild av detta fornminne      |
| Söderhamn 22:1              | Röse           |              | Söderhamn, Hälsingland |       | 61.234251, 17.192208 | 10244000220001 | Ladda upp en bild av detta fornminne      |
| Söderhamn 25:1              | Röse           |              | Söderhamn, Hälsingland |       | 61.273659, 17.143070 | 10244000250001 | Ladda upp en bild av detta fornminne      |
| Söderhamn 38:1              | Stensättning   |              | Söderhamn, Hälsingland |       | 61.238474, 17.275215 | 10244000380001 | Ladda upp en bild av detta fornminne      |
| Söderhamn 42:1              | Fiskeläge      |              | Söderhamn, Hälsingland |       | 61.242749, 17.280638 | 10244000420001 | Ladda upp en bild av detta fornminne      |
| Söderhamn 55:1              | Fästning/skans |              | Söderhamn, Hälsingland |       | 61.273019, 17.181906 | 10244000550001 | Ladda upp en bild av detta fornminne      |
| Söderhamn 62:1              | Stensättning   |              | Söderhamn, Hälsingland |       | 61.287527, 17.081866 | 10244000620001 | Ladda upp en bild av detta fornminne      |
| Söderhamn 63:1              | Hög            |              | Söderhamn, Hälsingland |       | 61.270979, 17.141312 | 10244000630001 | Ladda upp en bild av detta fornminne      |
| Söderhamn 69:1              | Röse           |              | Söderhamn, Hälsingland |       | 61.167444, 17.328634 | 10244000690001 | Ladda upp en bild av detta fornminne      |
| Söderhamn 72:1              | Fiskeläge      |              | Söderhamn, Hälsingland |       | 61.280374, 17.266353 | 10244000720001 | Ladda upp en bild av detta fornminne      |

## Trönö
| Namn       | Lämningstyp      | Tillkomsttid | Historisk indelning | Plats | Läge                 | ID-nr          | Bild                                 |
| ---------- | ---------------- | ------------ | ------------------- | ----- | -------------------- | -------------- | ------------------------------------ |
| Trönö 1:1  | Hög              |              | Trönö, Hälsingland  |       | 61.414942, 16.800971 | 10244200010001 | Ladda upp en bild av detta fornminne |
| Trönö 3:1  | Gravfält         |              | Trönö, Hälsingland  |       | 61.404816, 16.802978 | 10244200030001 | Ladda upp en bild av detta fornminne |
| Trönö 5:1  | Hög              |              | Trönö, Hälsingland  |       | 61.406623, 16.799924 | 10244200050001 | Ladda upp en bild av detta fornminne |
| Trönö 8:1  | Hög              |              | Trönö, Hälsingland  |       | 61.412426, 16.809599 | 10244200080001 | Ladda upp en bild av detta fornminne |
| Trönö 8:2  | Hög              |              | Trönö, Hälsingland  |       | 61.412345, 16.809401 | 10244200080002 | Ladda upp en bild av detta fornminne |
| Trönö 16:1 | Hög              |              | Trönö, Hälsingland  |       | 61.365699, 16.787411 | 10244200160001 | Ladda upp en bild av detta fornminne |
| Trönö 17:1 | Hög              |              | Trönö, Hälsingland  |       | 61.365866, 16.786552 | 10244200170001 | Ladda upp en bild av detta fornminne |
| Trönö 18:1 | Hög              |              | Trönö, Hälsingland  |       | 61.363803, 16.771107 | 10244200180001 | Ladda upp en bild av detta fornminne |
| Trönö 18:2 | Hög              |              | Trönö, Hälsingland  |       | 61.363825, 16.771334 | 10244200180002 | Ladda upp en bild av detta fornminne |
| Trönö 19:1 | Hög              |              | Trönö, Hälsingland  |       | 61.367034, 16.767640 | 10244200190001 | Ladda upp en bild av detta fornminne |
| Trönö 20:1 | Hög              |              | Trönö, Hälsingland  |       | 61.366845, 16.766328 | 10244200200001 | Ladda upp en bild av detta fornminne |
| Trönö 29:1 | Stensättning     |              | Trönö, Hälsingland  |       | 61.376564, 16.784112 | 10244200290001 | Ladda upp en bild av detta fornminne |
| Trönö 31:1 | Hög              |              | Trönö, Hälsingland  |       | 61.393893, 16.851400 | 10244200310001 | Ladda upp en bild av detta fornminne |
| Trönö 34:1 | Stensättning     |              | Trönö, Hälsingland  |       | 61.389939, 16.864943 | 10244200340001 | Ladda upp en bild av detta fornminne |
| Trönö 34:2 | Stensättning     |              | Trönö, Hälsingland  |       | 61.389986, 16.865300 | 10244200340002 | Ladda upp en bild av detta fornminne |
| Trönö 34:3 | Stensättning     |              | Trönö, Hälsingland  |       | 61.390027, 16.865100 | 10244200340003 | Ladda upp en bild av detta fornminne |
| Trönö 36:1 | Stensättning     |              | Trönö, Hälsingland  |       | 61.387009, 16.877108 | 10244200360001 | Ladda upp en bild av detta fornminne |
| Trönö 37:1 | Stensättning     |              | Trönö, Hälsingland  |       | 61.391436, 16.867738 | 10244200370001 | Ladda upp en bild av detta fornminne |
| Trönö 42:1 | Begravningsplats |              | Trönö, Hälsingland  |       | 61.384439, 16.880936 | 10244200420001 | Ladda upp en bild av detta fornminne |
| Trönö 74:1 | Stensättning     |              | Trönö, Hälsingland  |       | 61.400074, 16.830955 | 10244200740001 | Ladda upp en bild av detta fornminne |